# Bohumil Němeček
Bohumil Němeček, född 2 januari 1938 i Tábor, död 3 maj 2010 i Ústí nad Labem, var en tjeckoslovakisk boxare.
Němeček blev olympisk mästare i lätt weltervikt i boxning vid sommarspelen 1960 i Rom.